# Анна Валбурга фон Нойенар
Анна Валбурга фон Нойенар (на немски: Anna Walburga von Neuenahr; * 1522; † 25 май 1600) е графиня от Нойенар-Бедбург (1578/89 – 1600), наследничка от 1578 г. на брат си, и чрез женитби графиня на Хорн и Алтена и графиня на Нойенар и бургграфиня на Кьолн, графиня на Лимбург и Мьорс (1578/89 – 1600).

## Произход
Тя е дъщеря на граф Вилхелм II фон Нойенар-Лимбург-Бедбург († 1552) и съпругата му Анна фон Вид-Мьорс († сл. 1528), господарка на Родемахерн (Родемак), наследничка на графство Мьорс, единствена дъщеря на Вилхелм III фон Рункел († 1526), граф на Вид-Изенбург, Мьорс, и графиня Маргарета фон Мьорс цу Мьорс († 1515).
Тя наследява 1578 г. с нейния съпруг от брат си Херман фон Нойенар Млади († 4 декември 1578), графството Мьорс, Бедбург, Гарздорф и дворец Рьозберг.

## Фамилия
Първи брак: през 1540 г. се сгодява и на 29 януари 1546 г. се омъжва за Филип IV де Монморанси-Нивел, нидерландски адмирал, граф на Хорн и Алтена (* 1518/1526; † 5 юни 1568, екзекутиран в Брюксел), син на Йозеф де Монморанси-Нивел († 1530, Италия) и Анна фон Бюрен († 1574). Те имат един син:
- Филип де Монморанси († 1568)

Втори брак: пр. 4 юли 1575 г. се омъжва за роднината си граф Адолф фон Нойенар (* ок. 1554; † 18 октомври 1589), граф на Лимбург (1555/1570/75 – 1589) и Мьорс, бургграф на Кьолн, единственият син на граф Гумпрехт II фон Нойенар-Алпен-Лимбург (1503 – 1555) и третата му съпруга Амьона фон Даун (1520 – 1582). Той живее с двете му сестри от 1555 г. при брат ѝ Херман фон Нойенар Млади, техният опекун. Бракът е бездетен.